# This Is the Way
This Is the Way var E-Types andra singel, och den låt som gick bäst av de singlar som kom från debutskivan Made in Sweden. Den släpptes 1994. Under flera veckor låg den etta på både hitlistor och danslistor.
Trots att denna låt är den enda där E-Type sjunger "Coming Up, Coming Up" har detta för många blivit synonymt med E-Types musik. Den är också karakteristisk för hans tidigare låtar med ett mycket högre tempo och snabbare rap än i senare låtar.

## Låtlista
1. Radio
2. Waterdreamix
3. Extended version
4. Me no want miseria

## Listplaceringar
| Lista (1994–1995) | Topplacering |
| ----------------- | ------------ |
| Frankrike         | 14           |
| Nederländerna     | 26           |
| Sverige           | 1            |

### Fotnoter
1. 1 2 3  ”Listplacering”. http://hitparad.se/showitem.asp?interpret=E-Type&titel=This+Is+The+Way&cat=s. Läst 21 januari 2012.